# Letov Š-6
Letov Š-6 byl bombardér vyráběný v 20. letech 20. století v Československu.

## Vznik a vývoj
Jednalo se o konvenční dvouplošník, koncepčně odvozený z typu Š-2. Zcela nová byla konstrukce křídel s tlustým profilem, ale ač bylo původně plánováno konstruovat je z kovu, byla jejich kostra stále dřevěná, vzhledem k poválečnému nedostatku materiálu. Trup byl svařen z ocelových trubek a potažen plátnem.
V roce 1925 na základě typu Š-6 vznikl dopravní letoun Letov Š-19.

## Operační historie

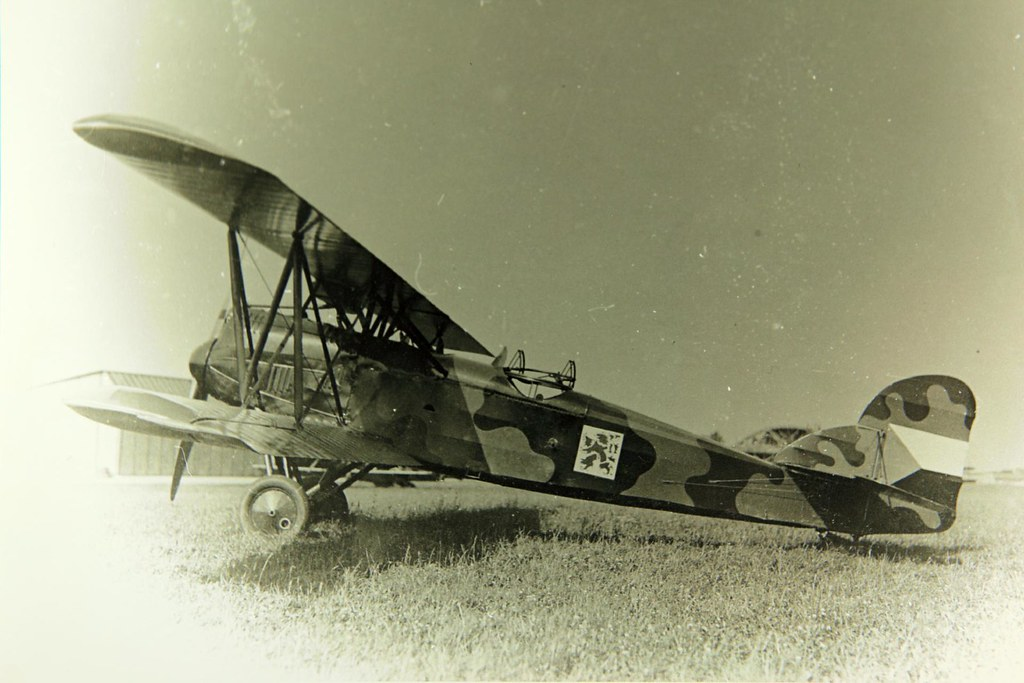
Š-6 1. leteckého pluku

V roce 1923 jeden exemplář, opatřený civilní imatrikulací L-BORA a pilotovaný Augustinem Charvátem, podnikl přelet na trase Praha-Göteborg.
Výkony během zkoušek byly slibné a v roce 1924 dosáhl Alois Ježek s typem výškového rekordu s nákladem 500 kg v hodnotě 6 147 m a při další příležitosti typ získal národní rekord v trvání letu 10 hodin a 32 minut.
Typ Š-6 byl při počtu 36 vyrobených kusů standardním československým bombardérem druhé poloviny 20. let 20. století, a ačkoliv v průběhu služby musely letouny v mateřské továrně podstoupit rekonstrukci příliš křehkého podvozku a motorového lože, Š-6 ve vojenské službě vydržel až do roku 1934. Poté byl u jednotek nahrazen typem Š-16.

## Specifikace
Údaje podle

### Technické údaje
- Osádka: 2 (pilot a pozorovatel/střelec)
- Rozpětí křídel: 15,69 m
- Délka: 8,85 m
- Nosná plocha: 42,97 m²
- Prázdná hmotnost: 1 152 kg
- Vzletová hmotnost: 2 008 kg
- Pohonná jednotka: 1 × kapalinou chlazený šestiválcový řadový motor Maybach Mb.IVa
- Výkon pohonné jednotky: 191 kW (260 k)

### Výkony
- Maximální rychlost: 186 km/h
- Cestovní rychlost: 160 km/h
- Dostup: 6 250 m
- Stoupavost: výstup do výše 5 000 m za 31 minutu a 30 sekund
- Dolet: 780 km

### Výzbroj
- 1 × synchronizovaný kulomet Vickers ráže 7,7 mm[5]
- 2 × pohyblivý kulomet Lewis ráže 7,7 mm[5]
- max. 120 kg pum